# Estònia
La República d'Estònia (en estonià, Eesti Vabariik o Eesti) és un estat de l'Europa del Nord, constituït per una porció continental i un gran arxipèlag al mar Bàltic. Limita amb el mar Bàltic a l'oest; i amb el golf de Finlàndia, al nord; al sud, amb l'estat bàltic germà —Letònia—; i amb Rússia, a l'est. Té poc més d'un milió tres-cents mil habitants, distribuïts en 45 mil quilòmetres quadrats. Estònia és membre de la Unió Europea des de l'1 de maig del 2004; i de l'OTAN, des del 29 de març del 2004. Estònia és el país on viuen la majoria dels estonians, que són les persones del grup ètnic que viuen o són procedents d'Estònia.
Els estonians són un poble baltofinès íntimament i ètnica connectat als finesos i als lapons. El país té lligams culturals i històrics amb els països nòrdics, particularment amb Finlàndia, Suècia i Dinamarca.
La llengua estoniana forma part del grup ugrofinès i és propera al finès; ambdues estan relacionades amb l'hongarès i les altres dues llengües pertanyents al grup finoúgric. Juntament amb el finès, l'hongarès i el maltès— l'estonià forma part del grup de llengües oficials de la Unió Europea que no són d'origen indoeuropeu.
El nom actual d'Estònia probablement es deu a l'historiador romà Tàcit, que al seu llibre Germània (ca. 98) va descriure el poble que vivia a la regió de l'actual d'Estònia com els estis, un poble bàrbar diferent dels altres pobles de la regió. Igualment, hi havia en les antigues sagues escandinaves relats sobre la regió d'Estònia com a Eistland. Però la primera vegada que els mateixos estonians van anomenar-se així va ser durant el període d'enfortiment de la cultura estoniana a mitjan segle xix.
Durant segles, l'actual Estònia fou ocupada per altres pobles, per la qual cosa hi ha una lleugera influència de Rússia, Dinamarca, Suècia, Finlàndia i Alemanya en la cultura estoniana. La noció de poble va venir molt més tard, només a la meitat del segle xix, amb un fort creixement cultural sumat al creixement de la població urbana, en el transcurs de la industrialització i de l'elevació del nivell cultural de la població, cosa que va afavorir la unió de pobles del mateix origen, i que va resultar en un estat autònom, establert amb la promulgació de la Constitució del 1917.

## Història

### Prehistòria
Els assentaments humans a Estònia van ser possibles fa 11.000-13.000 anys, quan el gel de l'última glaciació es va fondre. L'assentament més antic conegut a Estònia és la solució Pulli, que estava a la vora del riu Pärnu, prop de la ciutat de Sindi, al sud-oest d'Estònia. D'acord amb les proves de radiocarboni, va ser col·locada al voltant de fa 11.000 anys al començament del novè mil·lenni abans de l'era comuna.

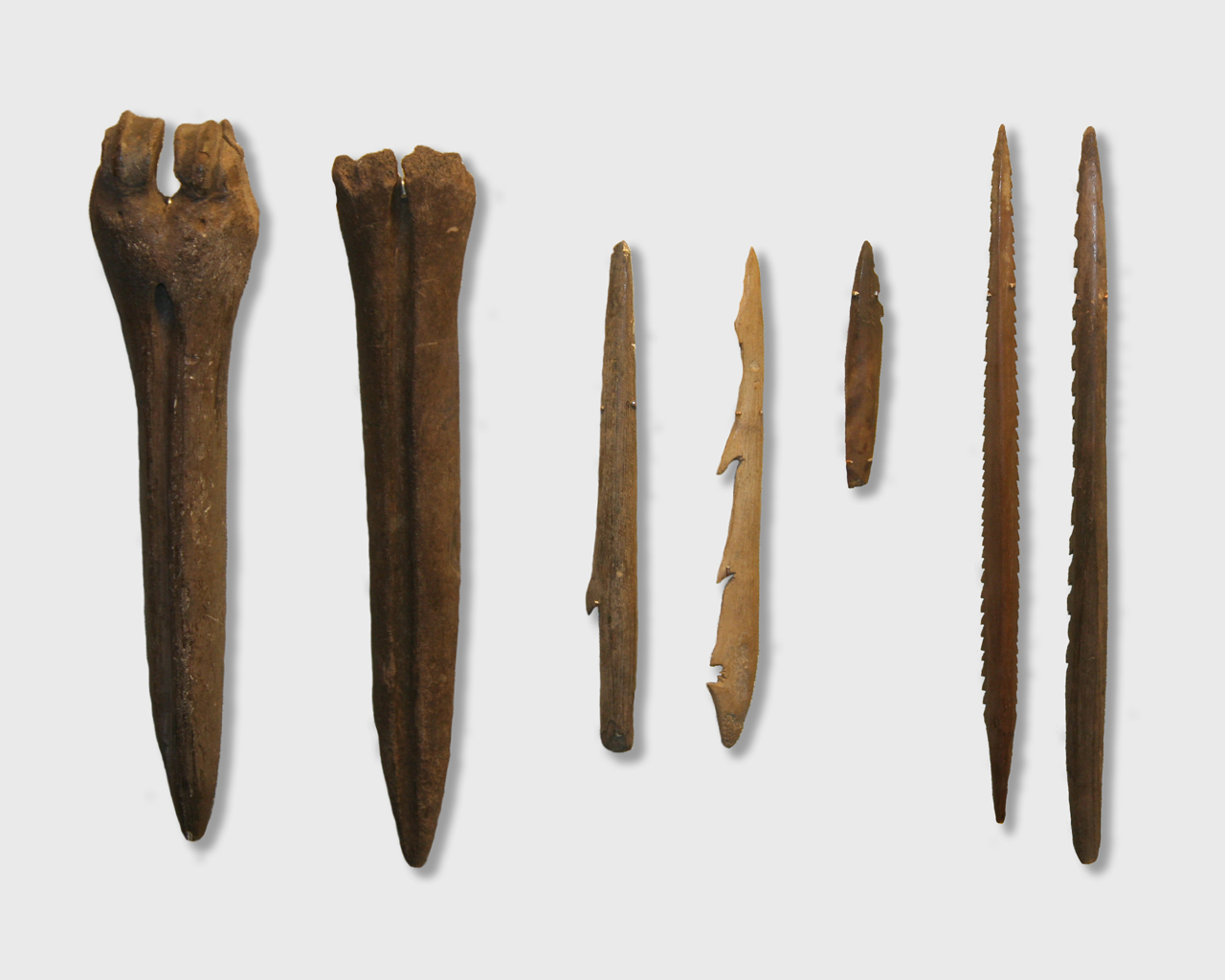
Eines fetes per la cultura Kunda, Museu d'Història d'Estònia

S'ha trobat evidència de les comunitats de caça i pesca que hi ha al voltant de 6500 aC, prop de la ciutat de Kunda al nord d'Estònia. Artefactes d'os i pedra similars als trobats a Kunda s'han descobert a Estònia en una altra part, així com a Letònia, al nord de Lituània i al sud de Finlàndia. La cultura Kunda pertany a l'edat de pedra mitjana, o període Mesolític.
En els primers segles de l'era comuna, les subdivisions polítiques i administratives van començar a emergir a Estònia. Dues subdivisions més grans van aparèixer: la província (estonià: kihelkond) i la terra (estonià: maakond). La província comprenia diverses marques d'ancians o llogarets. Quasi totes les províncies, com a mínim, una fortalesa. La defensa de l'àrea local era dirigida pel més alt funcionari, el rei o ancià. Al segle xiii, els següents grans terrenys s'havien desenvolupat a Estònia Revala, Harjumaa, Saaremaa, Hiiumaa, Läänemaa, Alempois, Sakala, Ugandi, Jogentagana, Soopoolitse, Vaiga, Mõhu, Nurmekund, Järvamaa i Virumaa.

### Edat mitjana

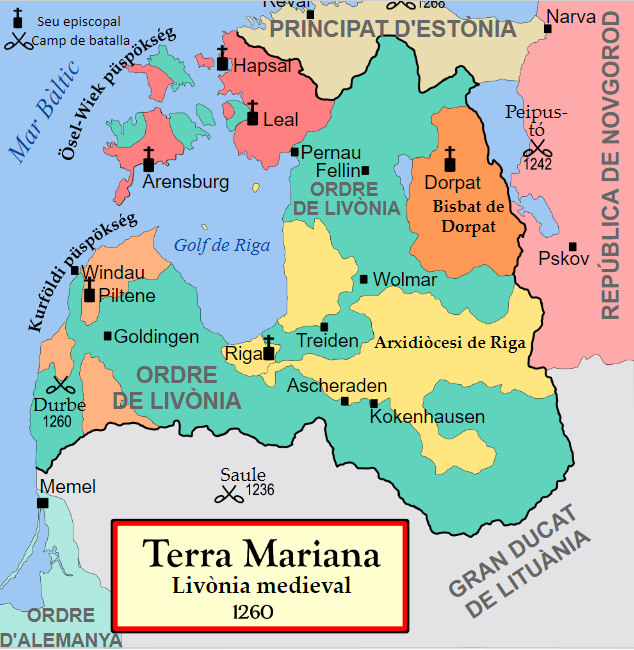
Mapa de la Confederació de Livònia, al 1260. Es mostren els territoris de l'Estònia danesa al nord, els bisbats de Dorpat i Ösel-Wiek i els territoris de l'orde Livonià

Se suposa que els primers pobles que van habitar el territori actual d'Estònia van ser els estis, nòmades d'origen fínic que vivien en tribus semiorganitzades, però sense unitat entre si. Al segle xiii, l'Església catòlica va organitzar per mitjà del rei Valdemar II de Dinamarca, una croada per cristianitzar les tribus paganes del mar Bàltic. La lluita va durar gairebé 20 anys, delimitant el territori estonià al nord amb Dinamarca i al sud, dividit entre diversos bisbats i l'orde dels Livonians, un poderós orde cristià que va aconseguir derrotar totes les tribus locals i dominar la major part del territori.
El 1248, Tallinn (Reval) va adoptar un govern autònom basat en la llei de Lübeck i, anys després, va entrar en la lliga Hanseàtica, fent la regió important comercialment i assenyalant la pèrdua del domini danès a la regió. Després de diversos tractats amb els lituans i els russos, Dinamarca no va aconseguir contenir l'augment del poder militar dels vassalls, influenciats pels Westfàlia i uns altres pels Livònia, fins que, el 1343, els estonians, fins llavors subjugats i tinguts només com a serfs dels nobles, van organitzar la revolta de la Nit de Sant Jordi, en la qual van renunciar al cristianisme i van lluitar contra la servitud. L'orde Teutònic, que controlava la Livònia, va acabar amb la revolta dos anys després i va comprar el territori de Dinamarca. Així, s'iniciava el període del domini dels teutons sobre Estònia.

### Domini suec
Al segle xvi, el territori d'Estònia tornava a tenir importància. El recentment format Imperi Rus, en la seva idea d'imperialisme i afavorit pel debilitament de l'orde teutònic, a causa del litigi amb la Unió Lituanopolonesa al sud, va envair la Livònia, considerant-la terra dels seus ancestres. Mentrestant, Dinamarca, Suècia i Polònia, que no aprovaven l'avanç rus sobre terres tan pròximes als seus dominis, constituïren una aliança militar per contenir l'avanç rus a la regió.

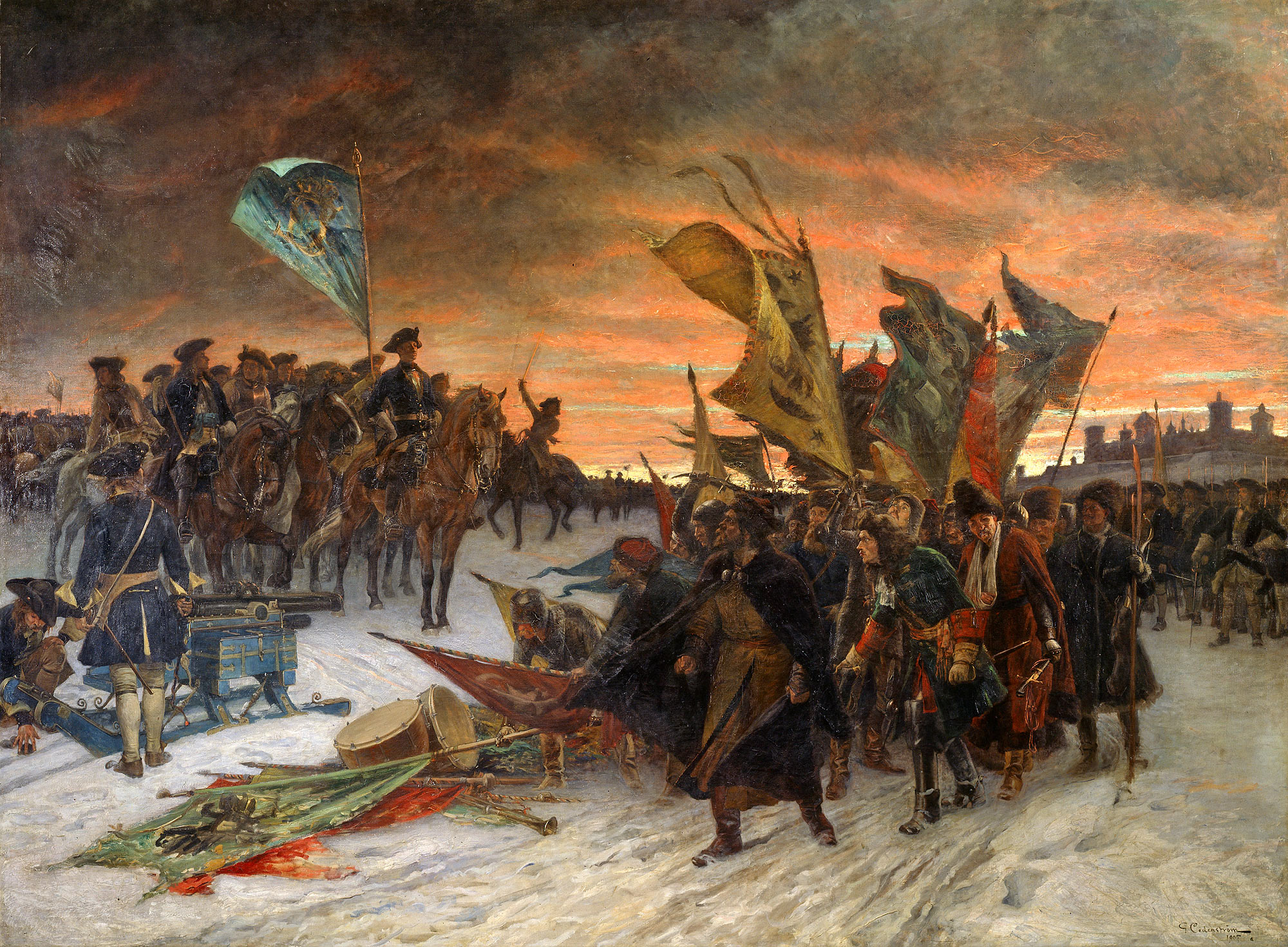
Quadre pintat el 1910, per Gustav Cederström, que retrata la victòria del rei Carles XII sobre les flotes russes a Narva, durant la gran Guerra del Nord

El 1559 es va desencadenar la Guerra de Livònia, en la qual van lluitar danesos, suecs i polonesos per obtenir el territori de la Livònia i contenir l'avanç rus, que ja havia conquerit el bisbat de Dorpat. Quan els suecs van dominar la regió nord, els polonesos la regió sud, i els danesos les illes del bisbat de Ösel-Wiek, va tenir inici una altra guerra, la Guerra nòrdica dels Set Anys (1563 - 1570). Derrotats els russos en la Batalla de Narva, es va consolidar l'avanç i el domini suec de la regió nord, i el 1629 les terres de la Livònia, fins llavors controlades pels polonesos.
Aleshores, el 1645, després de la nova derrota de Dinamarca, amb el tractat de Brömsebro es va completar el domini suec d'Estònia. Els suecs van ser la tercera nació a dominar el territori d'Estònia, però el fet va portar beneficis al poble estonià, antigament només tingut com a serf dels nobles que dominaven la regió. Va ser en aquesta època que van sorgir les primeres escoles a les viles estonianes, que eren capaces d'ensenyar al poble a llegir alguns ensenyaments religiosos. Va ser oberta també, pel rei Gustau II Adolf de Suècia, a Tartu, la primera universitat a Estònia. Anys després, posteriorment a la Guerra dels Trenta anys, mestres alemanys van venir a l'acadèmia de Tallinn, van dirigir aules com a les acadèmies alemanyes, i van augmentar la influència que els alemanys sempre van tenir a Estònia.

### Imperi rus
Després d'una guerra amb el príncep de Brandenburg, Suècia va fer una reforma a les terres dels nobles a Estònia, que va generar descontentament i va propiciar el retorn d'altres nacions al territori estonià. Es va generar llavors, el febrer del 1700, la gran Guerra del Nord, una vegada més participant-hi Dinamarca, Polònia, Rússia i Saxònia, contra els suecs. Després de moltes batalles i revoltes, com la batalla de Poltava, els russos van aconseguir derrotar les tropes personals del rei Carles XII i conquerir Tallinn, i finalment van dominar Estònia i Livònia, fet requerit des de l'època d'Ivan IV de Rússia.
Durant el segle xviii, la creació de les universitats a Estònia va propiciar un fort creixement cultural de la població, amb la més gran utilització de l'idioma propi i de la valoració de la cultura estoniana. Va ser la primera vegada que els estonians es bolquen com un poble i els intel·lectuals buscaven la creació d'una nació. Aprofitant la inevitable caiguda de l'Imperi Rus, i ja descontents amb algunes mesures de l'imperi, es revoltaren en conjunt amb la Revolució de 1905 i van ser fortament reprimits per l'exèrcit rus. Aquest, però, va ser el primer pas real per a la independència, que seria aconseguida després de la Revolució de 1917, que donaria per primera vegada una terra independent als estonians, la República d'Estònia, amb la bandera que significava el blau dels llacs i del cel, el negre del sòl de la terra natal, i el blanc, la felicitat del poble.

### Estònia independent, les ocupacions i la recuperació de la independència
Durant els primers 22 anys d'independència (1918-1940), Estònia va passar per una turbulenta vida política, amb la dissolució de partits; el primer president no va ser triat fins al 1938. Però, en l'aspecte cultural, va ser un període de forta activitat, amb la creació de moltes escoles que ensenyaven en estonià i la garantia de l'autonomia cultural de les minories, única en tota l'Europa de l'Est. Però, a causa d'aquesta política de neutralitat, Estònia va ser blanc de l'ocupació durant la Segona Guerra Mundial.
A causa d'un estratagema soviètic, Estònia va ser ocupada el 1940 per l'URSS. El 1942, els alemanys van envair la Unió Soviètica i van començar per ocupar Estònia. En un primer moment, els estonians van estar contents, a causa de l'antiga aproximació amb els alemanys i també per somiar amb el retorn d'una Estònia independent, fet que immediatament va ser descartat pel govern de Hitler. Quan la invasió alemanya de l'URSS va fracassar i els alemanys van sortir d'Estònia, la segona invasió soviètica es va mostrar inevitable, a causa del desgast del país en la guerra. Així, es va establir la República Socialista Soviètica d'Estònia.
Durant els 52 anys d'annexió i ocupació militar soviètiques, molts moviments de revolta —i fins i tot d'escamots— es van formar a Estònia; el més conegut fou el Metsavennad (Germans del bosc), però tots van ser reprimits pel govern de Moscou. Entre 1987 i 1991 va tenir lloc la Revolució Cantant.
El 20 d'agost del 1991 Estònia va recuperar la seva independència. Els primers presidents foren Lennart Meri (1992–2001) i Arnold Rüütel (2001–2006). Després de la sortida de l'exèrcit rus el 1994, Estònia va augmentar els seus llaços comercials amb la resta d'Europa, i va obtenir un alt creixement econòmic als anys 2000. Va obtenir el seu ingrés a l'OTAN el 29 de març del 2004 i a la Unió Europea, l'1 de maig del 2004. Els posteriors presidents han sigut Toomas Hendrik Ilves (2006–2016), Kersti Kaljulaid (2016–2021) i Alar Karis (2021-...).

## Política

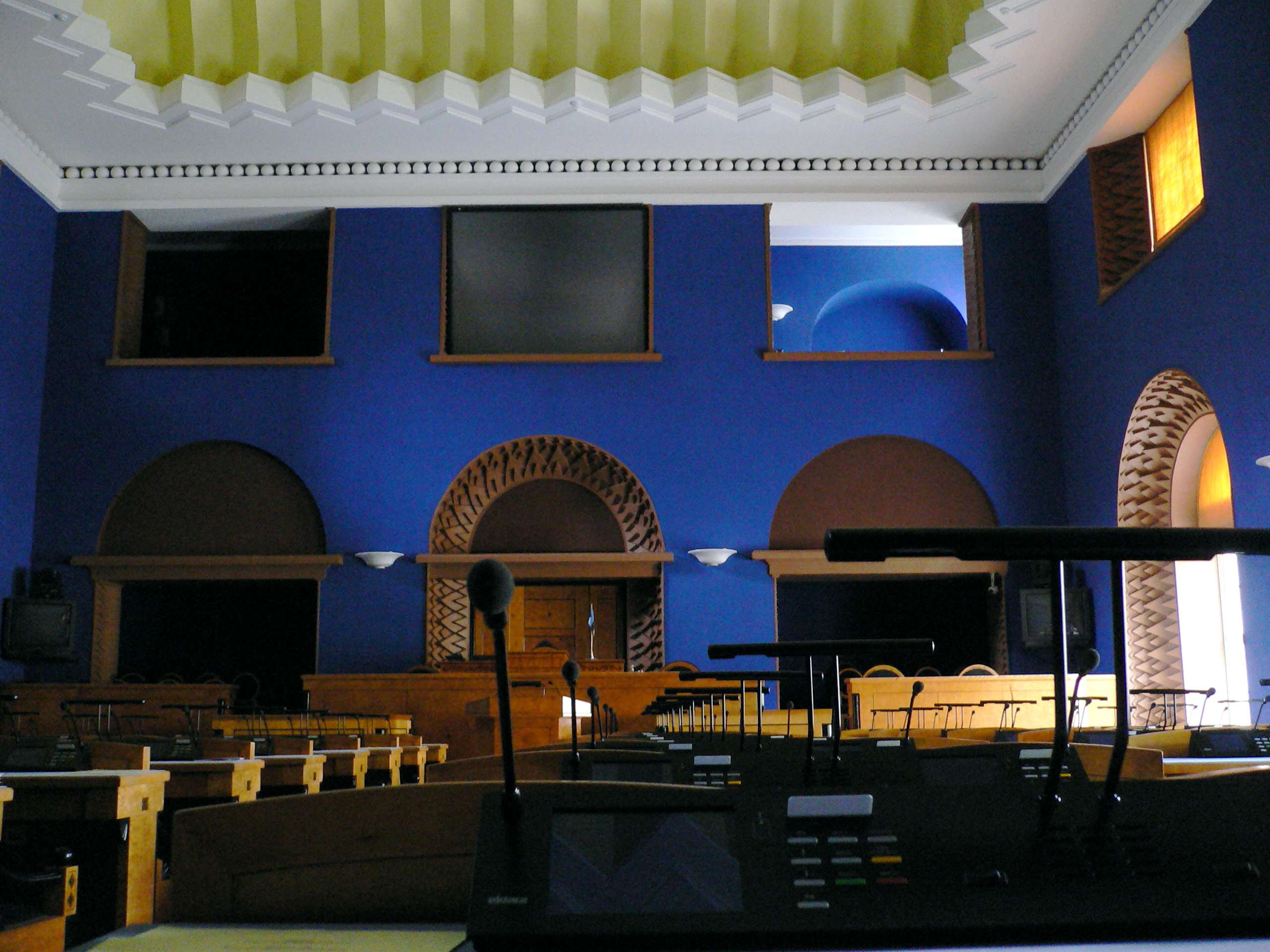

El règim polític d'Estònia és el parlamentarisme, en el qual un primer ministre governa el país. El primer ministre és nomenat pel Parlament, amb indicació del president de la república. Generalment, és el líder del partit amb més escons en el Parlament, i és ell qui nomena els altres ministres; en nomena directament 3, dels 12 existents. Els més importants són el de Finances, el Social i el de Relacions Exteriors. A Estònia, els ministres tenen una espècie de canceller, que aconsella i comanda els ministeris, sense el poder polític dipositat en la figura del ministre. D'acord amb la llei, cap ministre no pot ser destituït o perdre els seus drets polítics, o sigui, que pot donar les ordres que vulgui, sense cap qüestionament. Si un subordinat rep una ordre que ell creu que és fora de la llei, pot comunicar-la al superior, forçosament per un informe escrit.
El Parlament o Riigikogu és format per 101 diputats, triats per vot directe de la població, i que no poden ser reelegits. Els parlamentaris procedeixen de diferents parts del país, i per increïble que sembli, molt pocs són economistes o advocats, i segueixen la vida política segons la seva manera de veure-la, i no la d'un partit polític, malgrat que els partits siguin prou influents en el país.
El sistema judicial estonià és basat en la constitució; qualsevol persona té el dret de recórrer a la justícia. Sent així, la justícia estoniana té tres estadis: Tribunal de comtat o de la ciutat, Tribunal d'Apel·lació i Cort Suprema. Aquesta última està formada per 19 jutges, que es mantenen independents i nets d'influència política del govern.

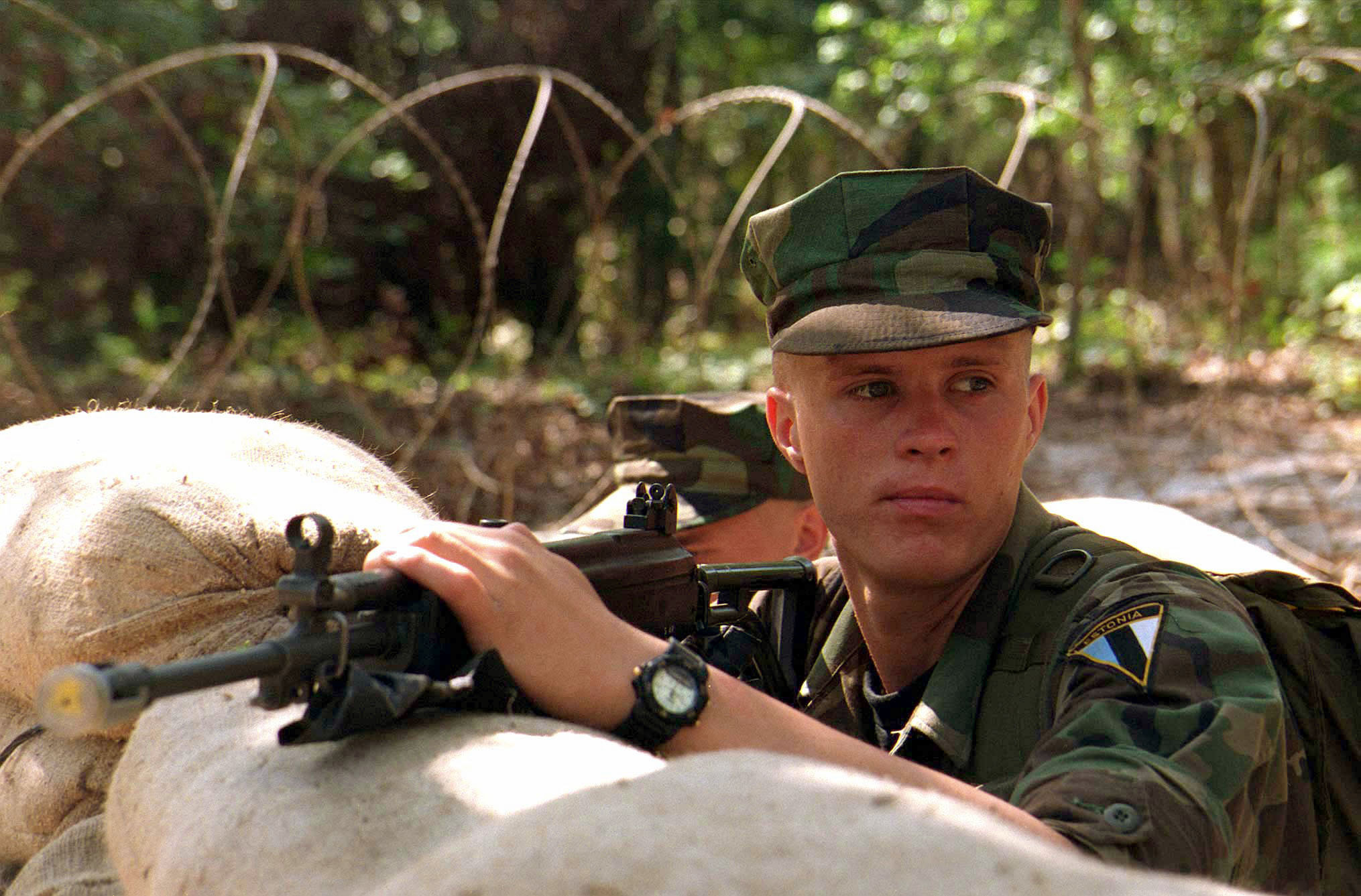
Soldat estonià

Per estar situada Estònia en un sector geopolíticament important, la defensa militar del país és tractada de forma delicada i basada en tres documents principals:

 -Bases for the Security Policy of the Republic of Estònia (Bases per a la seguretat de la República d'Estònia) [BSPRE], aprovat en el Riigikogu el 6 de març del 2001.

 -Guidelines of the National Defence Policy of Estònia (Guia per a la defensa nacional d'Estònia) [GNDPE], aprovada en el Riigikogu el 7 de maig del 1996.

 -The Military Defence Strategy of Estònia (L'estratègia militar de defensa d'Estònia) [MDSE], aprovada pel govern de la República el 28 de febrer del 2001.
Aquestes lleis dicten alguns dels punts principals de la política de defensa del territori i del govern estonià. Estònia va accedir a la Unió Europea l'1 de maig del 2004, després de negociacions iniciades el 24 de novembre del 1995. Va entrar-hi alhora que les altres dues nacions bàltiques, Letònia i Lituània.
El dia 4 de març de 2007 es convertí en el primer estat a fer eleccions generals per Internet. Això fou possible gràcies a la reduïda població de l'estat i a l'herència que adquireix dels països nòrdics, amb els quals té molt bones relacions comercials.
Les tibants relacions entre habitants d'origen estonià i rus han empitjorat per la política antirussa. Així, el 27 d'abril del 2007, el govern d'Estònia va decidir retirar el monument al Soldat Alliberador de la capital de la república. Els avalots provocats per aquest fet van provocar una mort, 44 ferits i centenars de detinguts la matinada del mateix dia. És molt preocupant la situació dels anomenats "no ciutadans", sense gran part de drets bàsics. De fet, sumant els "no ciutadans" (majoritàriament d'origen rus) i els residents a Estònia amb la ciutadania russa resulta que entre un quart i un terç de la població estoniana no té dret a votar.

## Divisió administrativa
L'Acte de Divisió Administrativa Territorial, adoptat el 1995, va dividir el país en tres tipus de divisions: comtats, ciutats i municipis rurals.
Avui, Estònia és dividida en 15 comtats, que són dividits en municipis (rurals i urbans). Els municipis són 227: 34 d'urbans i 193 de rurals.

### Comtats
| Comtat de Harju | Comtat de Harju (Harjumaa) | Comtat de Hiiu       | Comtat de Hiiu (Hiiumaa)             | Comtat d'Ida-Viru | Comtat d'Ida-Viru (Ida-Virumaa) | Comtat de Järva    | Comtat de Järva (Järvamaa)       | Comtat de Jõgeva | Comtat de Jõgeva (Jõgevamaa) |
| Comtat de Lääne | Comtat de Lääne (Läänemaa) | Comtat de Lääne-Viru | Comtat de Lääne-Viru (Lääne-Virumaa) | Comtat de Pärnu   | Comtat de Pärnu (Pärnumaa)      | Comtat de Põlva    | Comtat de Põlva (Põlvamaa)       | Comtat de Rapla  | Comtat de Rapla (Raplamaa)   |
| Comtat de Saare | Comtat de Saare (Saaremaa) | Comtat de Tartu      | Comtat de Tartu (Tartumaa)           | Comtat de Valga   | Comtat de Valga (Valgamaa)      | Comtat de Viljandi | Comtat de Viljandi (Viljandimaa) | Comtat de Võru   | Comtat de Võru (Võrumaa)     |

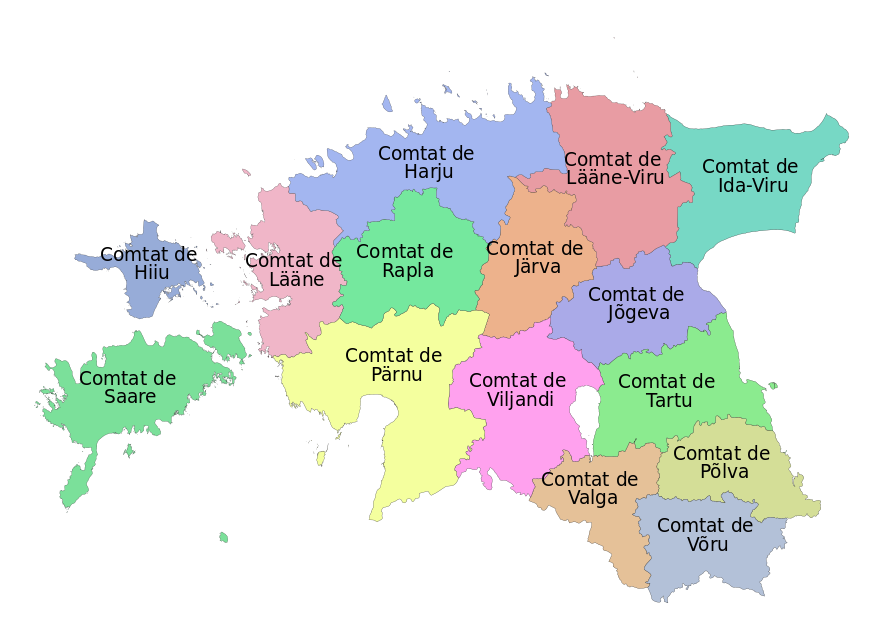
La divisió per comtats d'Estònia

Estònia està dividit en quinze comtats (en estonià: pl. maakonnad; sg. - maakond), llistats a baix. Un comtat és dirigit per un governador, nomenat pel govern nacional i que el representa en l'àmbit local. El seu mandat és de cinc anys, així com el del president i té com funció bàsica, fer la connexió entre els departaments del seu estat i els ajuntaments del seu comtat amb el govern nacional.
El principal comtat és el d'Harju, on hi ha la capital, Tallinn, i on resideix el 38,8% de la població d'Estonia. Altres comtats importants són els de Pärnu, Ida-Viru i de Tartu.

### Municipis
Els municipis (en estonià: omavalitsus) són dividits en rurals i urbans. Al llarg de tota la història d'Estònia, les divisions de municipis han estat sovint modificades. Quan la servitud va ser abolida en el segle xix, les colònies rurals van ser formades i van tenir la seva pròpia organització, que només va ser oficialment adoptada a l'Acte d'Organització dels Municipis Rurals (en estonià vald).
La constitució d'Estònia no esmenta res sobre els consells legislatius (assemblees) i el poder executiu, i correspon als Actes d'Organització dictar aquestes regles. Per als municipis urbans (en estonià: linn), existeixen els districtes i les ciutats. En total, existeixen només 34 municipis amb drets de ciutat, mentre que hi ha 193 colònies rurals (la gran majoria amb menys de tres mil habitants).
Cada municipi estonià té un consell legislatiu, triat per la població per a tres anys. El consell és qui tria els membres de l'òrgan executiu, incloent-hi el cap de l'executiu municipal, també per a un mandat de tres anys.

## Geografia

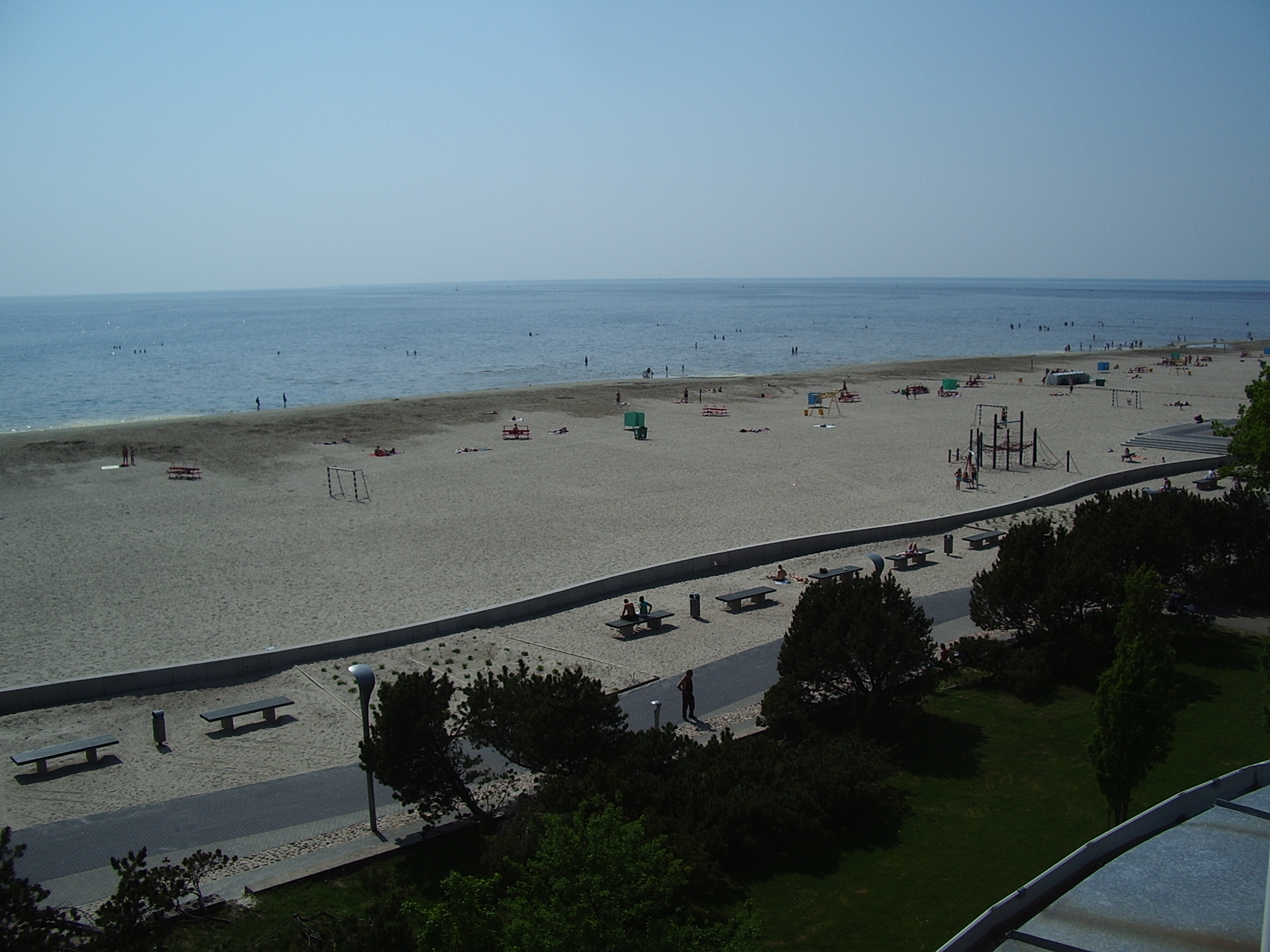
Vista d'una platja de la ciutat costanera de Pärnu

Estònia és un país molt pla, amb una alçada mitjana de només 50 m, i 318 m d'altitud màxima, a la muntanya Suur Munamägi, situada a l'extrem sud-oriental. Amb una àrea de 45.000 km², Estònia és més gran que alguns països europeus com Dinamarca o Suïssa. Les seves dimensions s'estenen 350 km d'est a oest i 240 km de nord a sud. Les illes oceàniques corresponen a 1/10 del territori, i el nombre d'illes i illots és d'unes 1.500, amb dues que són prou grosses per a formar els seus propis comtats: Saaremaa/Ösel i Hiiumaa/Dägo, endemés de les Vormsi/Worms i Muhamaa/Moon, mentre que els llacs ocupen el 5% de la superfície del país. S'hi troben uns 1.400 llacs i estanys (alguns de molt petits, tot i que el més gran, el llac Peipsi, a la frontera amb Rússia, té 3.555 km²), nombrosos aiguamolls i 3.794 km de litoral marítim accidentat per un gran nombre de badies, golfs i estrets. També hi ha nombrosos llacs, com el Peips (en rus: Čudskoje), Pihkwa (Pskov) i Võrtsjärv. Els boscos cobreixen un 47% de la superfície total. Els principals rius del país són els Narva, Virgala, Pärnu, Poltsamaa, Halliste, Navesti, Pedja, Emajõgi, Kunda, Loksa, Jaggovel, Keghel i Fickel.
En contrapartida, la població és relativament petita. Segons el cens del 2000, només 1.361.242 persones habiten Estònia, cosa que dona una densitat de només 30,2 habitants/km².
La ciutat més gran d'Estònia, i també la seva capital, és Tallinn, on resideix un terç de la població (398.434 persones). Altres grans ciutats són la universitària Tartu (101.140 habitants), la industrial Narva (68.117 persones) i la d'estiueig Pärnu (45.040 persones). Pärnu és apreciada a l'estiu, a causa del seu vent suau i la temperatura de l'aigua agradable, que recorda bastant el litoral mediterrani.
La ciutat gran més propera a Tallinn és Hèlsinki, capital de Finlàndia, que dista 85 quilòmetres pel golf de Finlàndia. Altres ciutats properes són Riga, a 307 km, Sant Petersburg, a 395 km i Estocolm, a 405 km.

### Clima
El clima a Estònia es divideix entre l'oceànic i el continental. El factor principal que afecta el clima a Estònia és l'oceà Atlàntic, principalment el corrent del Golf, les activitats cícliques del qual en la part nord de l'oceà provoquen variacions sobtades de temperatures, així com l'aparició de vents forts i un gran nivell de precipitacions (750 mm/any per al clima marítim).
El principal factor que caracteritza la diferència climàtica entre el litoral i les planes de l'interior és la distància del mar Bàltic. A l'hivern, els corrents d'aire mantenen el litoral més calent, mentre que l'interior queda a prop de 4 °C, més fred. A la primavera, aquesta situació s'inverteix. Les terres de les planes escalfen més ràpidament que les aigües del mar Bàltic, i mantenen la temperatura a l'interior 3,5 °C més calenta del que es dona en el litoral, fet que no esdevé a l'estiu.
L'hivern a Estònia és rigorós. La mitjana el febrer és de -9 °C; la primavera és suau i amb poques pluges. L'estiu és relativament calent, la mitjana de juliol és de 16 °C, i la tardor és llarga i suau.
La temperatura mitjana al llarg de l'any a Estònia queda entre 4,3 °C i 6,5 °C. El dia més calent de la història va esdevenir a Võru, l'11 d'agost del 1992, amb 36,5 °C. El més fred va ser de -43,5 °C, a Jõgeva, el dia 17 de gener del 1940.
El clima, en general, a Estònia, és humit, amb una mitjana anual d'humitat relativa entre 80% i 83%. La neu, que és freqüent, és present entre 75 i 135 dies per any, i cobreix durant tot l'hivern les terres altes de l'interior. Arriba, ocasionalment, a les zones costaneres i a les illes com Saaremaa.
| Clima    | Clima                           | Clima            | Clima            | Clima            | Clima            | Clima                | Clima                | Clima             |
| -------- | ------------------------------- | ---------------- | ---------------- | ---------------- | ---------------- | -------------------- | -------------------- | ----------------- |
| Mes      | Mitjana de lluminositat (hores) | Temperatura (°C) | Temperatura (°C) | Temperatura (°C) | Temperatura (°C) | Humitat relativa (%) | Humitat relativa (%) | Precipitació (mm) |
| Mes      | Mitjana de lluminositat (hores) | Mitjana          | Mitjana          | Rècord           | Rècord           | Humitat relativa (%) | Humitat relativa (%) | Precipitació (mm) |
| Mes      | Mitjana de lluminositat (hores) | Mín.             | Máx.             | Mín.             | Máx.             | Dia                  | Nit                  | Precipitació (mm) |
| Gener    | 1                               | -10              | -4               | -30              | 5                | 87                   | 86                   | 39                |
| Febrer   | 2                               | -11              | -4               | -30              | 3                | 87                   | 83                   | 30                |
| Març     | 4                               | -7               | 0                | -25              | 12               | 89                   | 77                   | 21                |
| Abril    | 6                               | 0                | 7                | -13              | 21               | 84                   | 66                   | 31                |
| Maig     | 7                               | 5                | 14               | -3               | 27               | 79                   | 63                   | 44                |
| Juny     | 11                              | 10               | 19               | 0                | 31               | 72                   | 55                   | 40                |
| Juliol   | 10                              | 12               | 20               | 5                | 29               | 79                   | 59                   | 68                |
| Agost    | 8                               | 11               | 19               | 2                | 31               | 85                   | 64                   | 78                |
| Setembre | 5                               | 9                | 15               | -3               | 28               | 87                   | 69                   | 71                |
| Octubre  | 2                               | 4                | 10               | -7               | 19               | 89                   | 79                   | 68                |
| Novembre | 1                               | -1               | 3                | -21              | 11               | 90                   | 86                   | 56                |
| Desembre | 0                               | -7               | -1               | -25              | 7                | 88                   | 87                   | 39                |

| Gràfic mostrant la variació de temperatura i pluges al llarg de l'any, a la ciutat de Tallinn, amb clima marítim. L'alta humitat relativa de l'aire i la inexistència d'un període sense pluges són les característiques del clima estonià. |

### Relleu
Estònia està localitzada al nord d'Europa; limita al nord amb el golf de Finlàndia, a l'Illa de Vaindloo (59° 49′ 17″ N, 26° 21′ 31″ E / 59.82139°N,26.35861°E), i al sud amb Letònia, pròxima a la Mõniste, Võrumaa (57° 30′ 33″ N, 26° 37′ 00″ E / 57.50917°N,26.61667°E). A l'oest s'obre al mar Bàltic, a l'Illa de Nootamaa (58° 19′ 20″ N, 21° 45′ 51″ E / 58.32222°N,21.76417°E) i a l'est, el punt extrem és Narva, Anada-Virumaa (59° 22′ 13″ N, 28° 12′ 36″ E / 59.37028°N,28.21000°E), a la frontera amb Rússia.

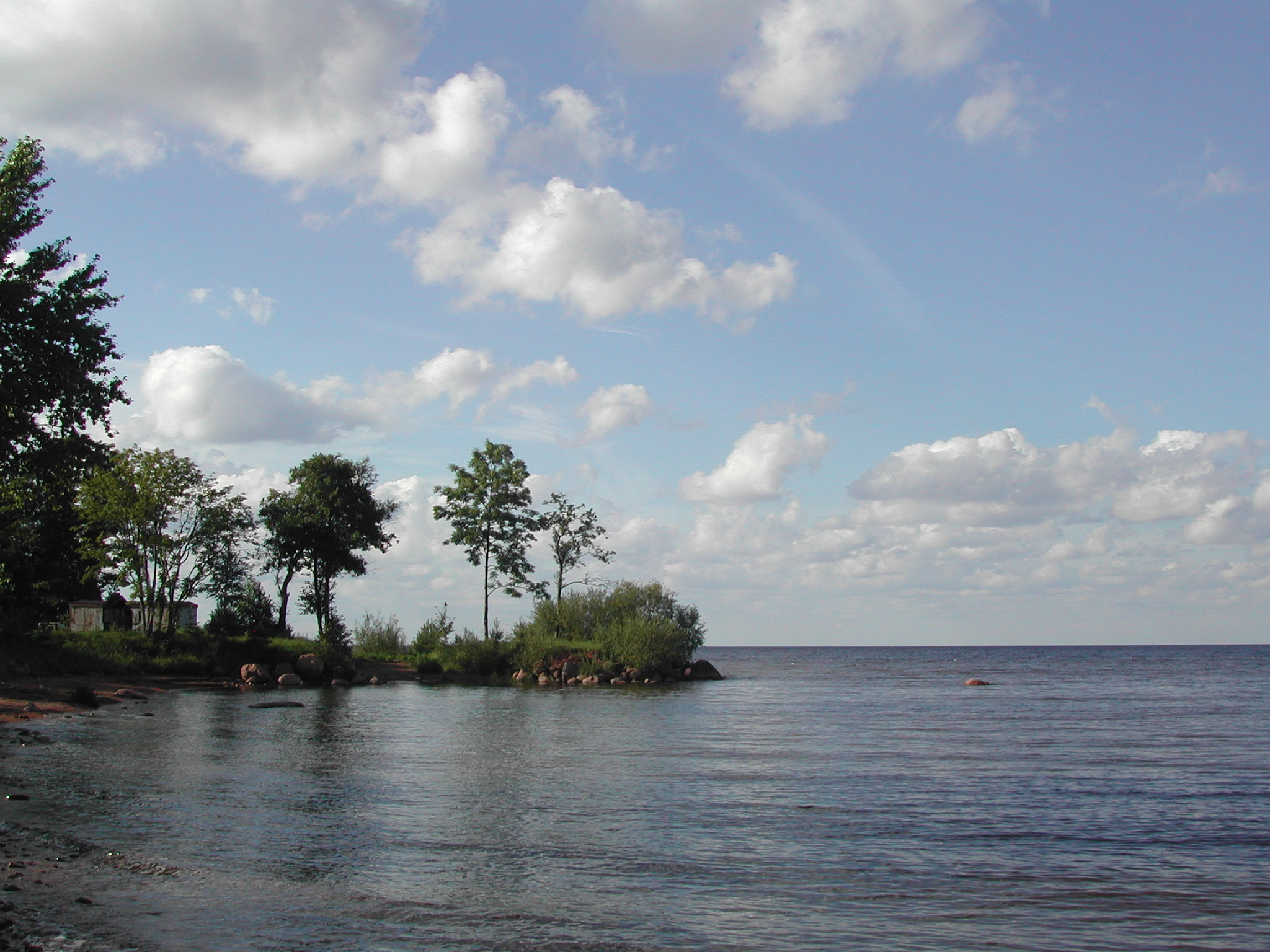
Llac Peipsi, el llac més gran d'Estònia, situat a la frontera entre Estònia i Rússia

La majoria del territori es localitza entre 75 i 100 m per sobre del nivell del mar. El punt més alt és el mont Munamägi, a 317 m. Els altiplans ocupen pràcticament tot el territori del sud, mentre que les planes (majoritàries en gairebé la meitat del territori) són localitzades a l'oest.
És a les planes que es troben els llacs estonians, en tal quantitat que ocupen el 4,7% del territori. El territori estonià es pot dividir en quatre conques: llac Peipsi (38%), golf de Finlàndia (21%), golf de Riga (32%) i les illes de l'oest d'Estònia (9%). Del llac Peipsi al golf de Finlàndia transcorre el més gran i important riu d'Estònia, el Narva. Però només l'Emajõgi és navegable. Altres rius importants són el Pärnu, Pirita, Ahja i el Võhandu.
En tot el territori hi ha a prop de 1.200 llacs, resultat del desglaç del mar Bàltic a la fi de l'era glacial. Gran part es troba en els altiplans del sud, a Vaaremaa i una mica a Pandivere. Més grups de llacs es troben al llarg de tot el territori. La gran majoria són llacs petits; només són considerats grans el Peipsi i el Võrtsjärv. Tan sols 42 tenen més d'1 km². Quant a la profunditat, la majoria tampoc no passa de 20 m. El més profund és el Rõuge Suurjärv, amb 38 m de fondària.
El sòl fèrtil d'aquesta regió va contribuir al sorgiment de grans boscos, de naturalesa boreal, com els boscos russos i finesos, importants per a l'economia del país, en part basada en la fusta.

### Fauna i flora
Hi habiten més de 1.000 linxs, unes 40 àguiles reials i llúdries.
Es troben pins i arbres del gènere picea.

## Economia
Article principal: Economia d'Estònia.
Més del 68% del PIB estonià deriva del sector de serveis, 29% de la indústria i a prop de 9% del sector primari, agricultura inclosa. El sector de serveis pràcticament no existia en l'era soviètica, i va obtenir un increïble i ràpid creixement a l'inici dels anys 1990. Avui, la indústria és qui passa per un bon moment i creix amb taxes superiors a la dels serveis.

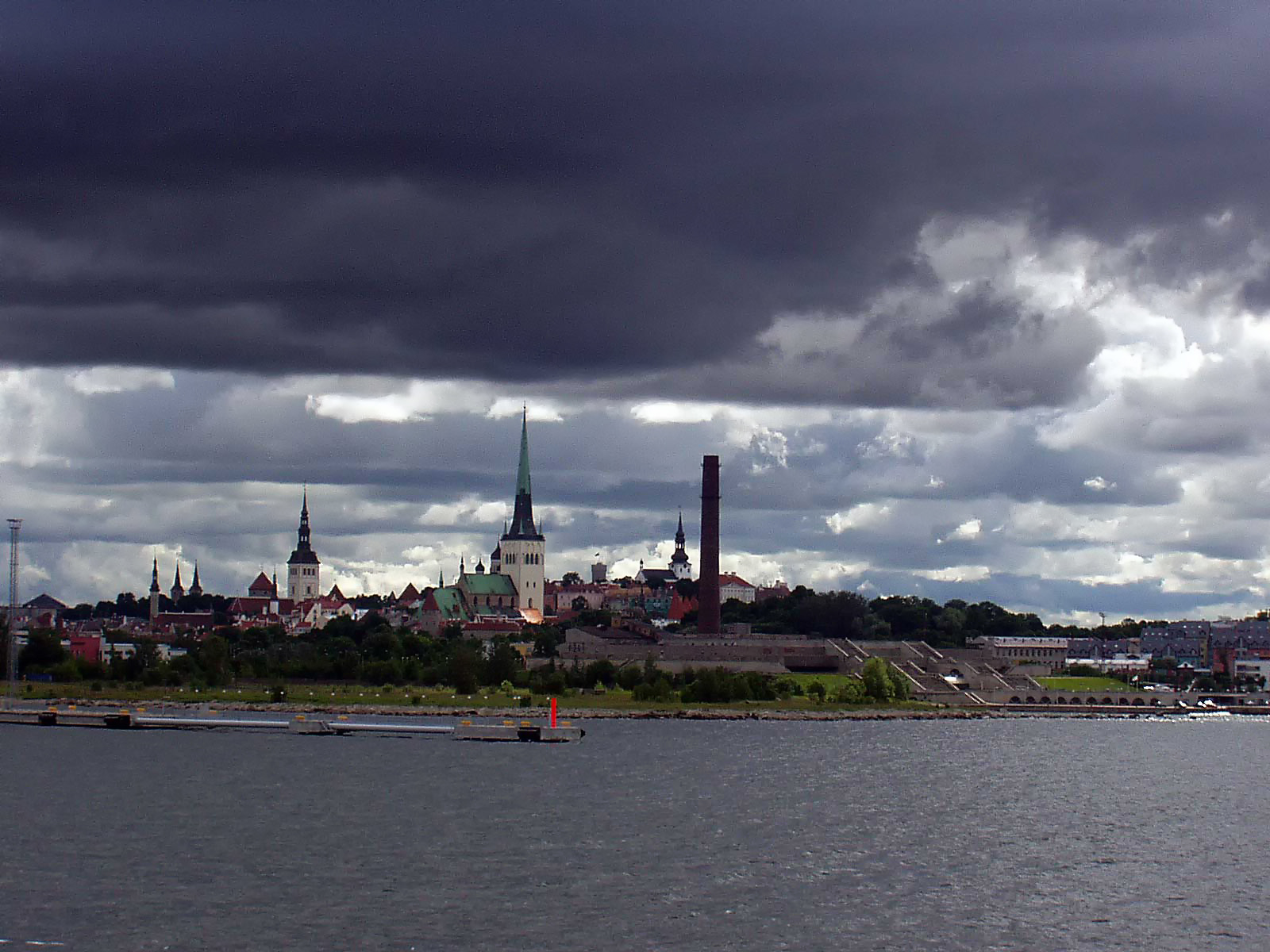
Vista del port de Muuga, pertanyent al complex de ports de Tallinn. És el port més gran i amb més capacitat de càrrega, però el port de la ciutat antiga és més important per la proximitat amb la capital

El PIB d'Estònia, el 2006, va quedar en 26,85 bilions de dòlars, amb un creixement de l'11,4% respecte del 2005. La renda per capita és de 20.300 dòlars estatunidencs, i el nivell d'atur és de només el 4,5%. El nivell d'inversió arriba al 32,4% del PIB i el deute públic no passa del 3,6% del PIB.
Els principals productes agrícoles són: patata, vegetals, peixos i llet. Quant als sectors de la indústria estoniana, que va créixer el 8% durant el 2006, els principals varen ser els d'enginyeria, electrònica, fusta i derivats, tèxtil, TIC i telecomunicacions.
Exportació: Estònia exporta 2/3 de tot el que produeix, dels quals només un terç és en serveis, principalment turisme. El 2006, les exportacions d'Estònia van sumar 9,68 bilions de dòlars, tenint com a principals productes d'exportació i principals socis:
| Exportació | Exportació | Exportació |
| ---------- | ---------- | --- |
| País       | País       | Principals productes d'exportació                                                                                              |
| Finlàndia  | Finlàndia  | Màquines i equipaments (47%); fusta bruta; paper i mòbils (18%); productes per a la indústria elèctrica (11%).                 |
| Suècia     | Suècia     | Màquines i equipaments (36%); fusta bruta, paper i mòbils (21%); productes per a la indústria elèctrica (13%), vehicles (11%). |
| Alemanya   | Alemanya   | Màquines i equipaments (38%); fusta bruta, paper i mòbils (30%); productes alimentaris (8%).                                   |
| Letònia    | Letònia    | Vehicles; químics; metalls; màquines i equipaments.                                                                            |
| Lituània   | Lituània   | Productes alimentaris; vehicles; químics; metalls; màquines i equipaments.                                                     |
| Rússia     | Rússia     | Màquines i equipaments; productes alimentaris, vehicles.                                                                       |

Importació
Hi ha una gran varietat d'importacions: màquines i equipaments, combustible, metalls, fusta, robes, aliments, aparells electrònics, aquests tres últims gairebé no són produïts a Estònia, i, per tant, són productes de forta importació.
La majoria de les importacions venen de la Unió Europea, especialment de Finlàndia (19,7%), a causa del gran nombre d'empreses fineses instal·lades en terres estonianes. Com a principals socis, hi ha també Alemanya (13,9%) i Suècia (8,9%). De Rússia (9,2%) i de l'Àsia central, importants socis també, venen complements per a rails, combustible i cotó.
Però els altres dos països bàltics són qui subministren la majoria dels productes importats a Estònia. Lituània (6%) subministra combustible, químics i productes alimentaris (inclòs el tabac). De Letònia (4,7%) ve productes d'enginyeria, químics i equipaments per a la indústria alimentària.
De les importacions, que van sumar 12,03 bilions de dòlars el 2006, generant així un dèficit de la balança comercial d'1,9 bilions de dòlars, la majoria és de maquinària i equipaments (33%), productes químics (11%), tèxtil (10,3%), aliments (9,4%) i complements per a vies fèrries (8,9%).

## Demografia

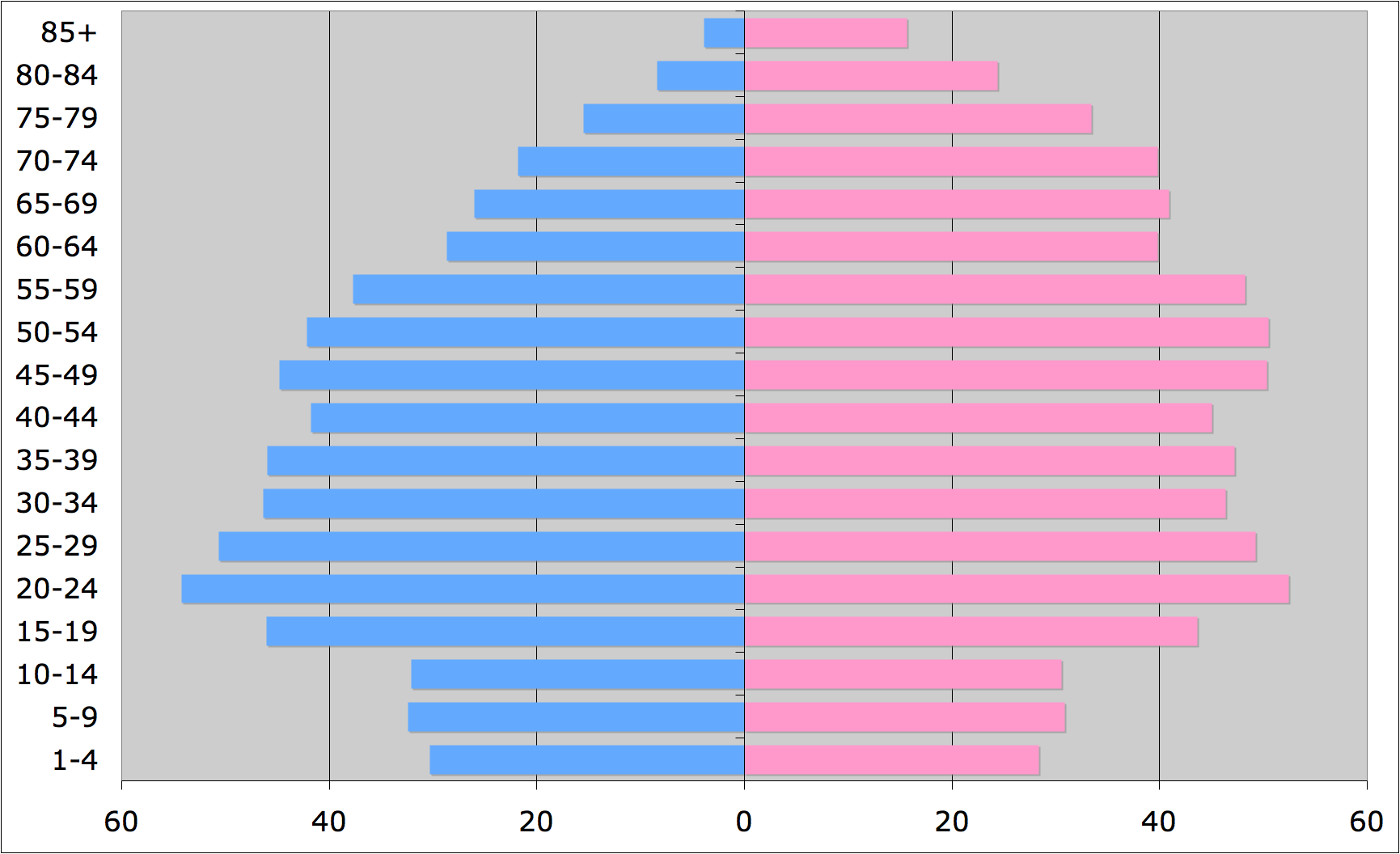
Piràmide demogràfica de la població estoniana. En blau els homes, en rosa les dones. La base estreta revela la taxa baixa de naixements

Els indicadors econòmics i socials d'Estònia han millorat els últims anys per a la població estoniana. La taxa d'atur va caure del 10,3% de la població activa el 2002 al 5,9% en el primer trimestre de 2007. L'esperança de vida és de 67,3 anys per als homes i de 78,14 anys per a les dones. El nivell de fertilitat és d'1,55 fills per dona(2006), per sota de l'indicat per l'ONU, que és de 2,1 fills per dona, i la taxa de mortalitat infantil és de només 4,4 cada 1.000 nascuts vius, considerat extremadament baix en els estàndards internacionals. Les taxes d'inflació s'han mantingut estables, en un índex del 4,0%.
Però els últims anys ve observant-se un decreixement de la població, a l'entorn de només 0,5%, fet que va ser observat també durant molts anys en altres països d'Europa com Alemanya i Hongria. El no creixement poblacional estonià podrà portar alguns problemes al país, com la pèrdua de mà d'obra, i l'envelliment de la població activa.

### Etnicitat
Els estonians, com un grup ètnic, són un poble fínic. Del total d'1,3 milions de persones que parlen l'estonià, aproximadament 70% és format per la població d'ètnia estoniana.
Per circumstàncies polítiques i històriques, la composició ètnica del territori estonià ha variat força, sobretot en els darrers cinquanta anys, ja que els soviètics potenciaren l'emigració de russos i altres eslaus per minvar l'element estonià. Això s'ha capgirat des que és un estat independent.
La primera i la segona generacions d'immigrants de diverses parts de la Unió Soviètica (principalment de la Rússia) constitueixen la major part del 30% restant. D'entre les minories ètniques, es destaca la russa, localitzada predominantment a la capital, Tallinn, i a les àrees urbanes industrials del nord-est d'Estònia (comtat d'Ida-Viru). Hi ha també un petit grup de descendents de finesos, principalment de la Ingermanland (Íngria).
L'element estonià és força predominant al camp (on és el 90% dels efectius), mentre que a les ciutats el percentatge baixa al 56%, mentre que el rus (que arriba al 35% a les ciutats) no arriba al 5% al camp.
Una altra ètnia nadiua del país són els vòtics o chudes, que parla una llengua ugrofinesa, que eren uns 5.148 el 1848, però baixaren a un miler el 1914 i a uns 30 el 1970. Actualment són gairebé integrats entre els estonians. Darrerament, han estat reconeguts com a minoria regional els võros, que viuen al comtat de Võru i que parlen una llengua semblant a la dels estonians.
Una part significativa de nadius germanicobàltics van deixar Estònia durant el començament de la dècada de 1920, després que van esdevenir reformes agràries i fins i tot desapropiacions en el país. Però la majoria dels germanicobàltics va deixar el país a la fi de 1939, després que l'Alemanya nazi i la Unió de Repúbliques Socialistes Soviètiques, per mitjà del pacte Molotov-Ribbentrop, van concordar a col·locar Estònia dintre de l'esfera d'influència soviètica. Històricament, gran part del nord-oest del litoral i illes d'Estònia havia estat poblada per una població étnicament de suecs nadius anomenats rannarootslased ('suecs del litoral')', la majoria del qual va fugir cap a Suècia el 1944, escapant de l'avanç de l'Exèrcit Roig. Solament alguns centenars en van romandre a Estònia.
D'acord amb informacions publicades per l'Institut Estonià d'Estadística el 2006, la població d'Estònia era constituïda dels següents grups ètnics:

Església ortodoxa localitzada en la ciutat vella de Tallinn. Va ser construïda el 1894, per influència de l'Imperi rus

| Etnicitat            | Població | % del total |
| -------------------- | -------- | ----------- |
| Estonians            | 923.908  | 68,56       |
| Russos               | 345.168  | 25,67       |
| Altres nacionalitats | 77.509   | 5,88        |

### Religió
D'acord amb les més recents investigacions d'opinió pública de l'Eurostat, el 2005, només el 16% dels ciutadans estonians van respondre que "creuen que existeixi un Déu", mentre que un 54% van respondre que "creuen que existeix algun tipus d'esperit o força vital" i el 26% que "no creuen que existeixi qualsevol tipus d'esperit, Déu, o força vital". Això, segons la investigació, faria dels estonians el poble menys religiós d'entre els llavors 25 membres de la Unió Europea. Històricament, però, Estònia va ser un baluard del luteranisme a causa de la seva forta connexió amb els països nòrdics. Durant el període de russificació, molts camperols van ser convertits a l'Església ortodoxa, però pocs hi van romandre després de Revolució bolxevic i la llei de llibertat religiosa de 1920.
Pel que fa a la religió del país, els estonians són majoritàriament luterans o evangèlics (el 13,7% de la població), així com els letons, finlandesos i alemanys. Els eslaus (russos, ucraïnesos i belarussos) són de religió ortodoxa (el 19,9% de practicants el 1998), i a part hi ha uns 5.100 catòlics (principalment polonesos i alemanys), 3.000 musulmans (els tàtars) i 2.500 jueus.

### Idiomes
La llengua oficial del país és l'estonià, una de les llengües ugrofineses que està íntimament connectada amb el finès. Va ser influenciada per l'alemany i, com el finès, conté moltes paraules sueques. La llengua russa és també molt emprada, com a segona llengua, per un grup d'estonians format per persones entre trenta i setanta anys, a causa del fet que el rus va estar ensenyat importantment com la segona llengua del país durant l'era soviètica. Molts joves estonians saben parlar l'anglès, després de l'hagin après com a primera llengua estrangera. Alguns russos residents a Estònia no parlen l'estonià, però molts d'aquells que van romandre després de la caiguda de la Unió Soviètica van començar a aprendre'l.

## Cultura

### Arquitectura
En tots els anys de domini dels diversos pobles (germànics, suecs i russos), l'arquitectura estoniana va sofrir diverses influències. La síndrome d'aquestes influències -la ràbia, la por, la humiliació- van donar característiques interessants a l'arquitectura dels seus monuments, fent del gòtic estonià, únic d'entre les arquitectures gòtiques del nord. I els altres estils són reflectits, d'una manera suau i tranquil·la, entre esglésies medievals, detalls renaixentistes, castells barrocs, cases clàssiques i vil·les en art nouveau.
Com a símbols arquitectònics nacionals hi ha la medieval Tallinn, la barroca Narva, la clàssica ciutat universitària de Tartu, i Pärnu, una ciutat del litoral amb arquitectura de la dècada de 1930.

### Teatre
La història del teatre a Estònia és centenària. Va començar, professionalment, el 1906 amb el director Karl Menning a Tartu. Setmanes després, a Tallinn, Theodor Altermann i Paul Pinna començaven el teatre professional a la capital. Després d'això, uns altres grans noms del teatre estonià van sorgir, com Voldemar Panso, Evald Hermaküla i Priit Pedajas.
Dintre d'aquesta curta història, el teatre va mobilitzar moltes persones, fet que la va fer ben accessible a la majoria de la població. Existeixen una Òpera Nacional, vuit teatres nacionals, tres teatres municipals i 10 teatres privats, en les cinc grans ciutats estonianes, a més d'incomptables escoles de teatre aficionat escampades pel país. Dintre de la història del teatre, hi ha tres grans esdeveniments: El sorgiment del teatre professional el 1906; el professionalisme el 1950, associat a Voldemar Panso; i la innovació en el teatre, a la fi de la dècada de 60, que va donar mitjans expressius al teatre, les conseqüències del qual són sentides fins avui.

### Literatura
Des dels primers relats estonians del segle xvii, la literatura sempre va prendre una direcció semblant al que passava a la resta d'Europa. Aquesta orientació occidental va ser afirmada amb la utilització de l'alfabet llatí, resultat de la cristianització i després de la Reforma. La literatura a Estònia va tenir diverses utilitats, com difondre la llengua estoniana pel país, la divulgació de les idees de la independència del poble estonià i la literatura pròpiament dita.
Kristjan Jaak Peterson és considerat el pare de la poesia moderna en llengua estoniana. El 14 de març, dia del seu aniversari, se celebra el Dia de la Llengua Materna.
| Kas siis selle maa keel laulutuules ei või taevani tõustes üles igavikku omale otsida? | No pot la llengua d'aquesta terra, en el vent de l'encanteri, ascendint cap als cels buscar l'eternitat? |

Kuu, Kristjan Jaak Peterson
Des del creixement del sentiment de nació del poble estonià al segle xix, diversos escriptors nacionalistes van sorgir i van escriure textos memorables, com la poesia èpica Kalevipoeg (El fill de Kalev) per Friedrich Reinhold Kreutzwald, evidentment influenciat pel romanticisme alemany. Al costat de Kreutzwald, lluitava la poeta patrioticoromàntica Lydia Koidula. Però els esforços d'aquest incipient nacionalisme van ser fallits per la russificació d'Estònia, a partir de 1880.
El primer realista va ser Juhan Liiv, autor de Kümme lugu (Deu històries). Però la renovació literària va ser feta per Eduard Vilde, que durant la seva llarga vida va canviar diverses vegades d'estil, quedant, no obstant això, fidel al nacionalisme estonià i al socialisme revolucionari. La seva obra principal és el romanç Mäeküla piimamees (Mäeküla, el lleter). Vilde va ser un dels fundadors del moviment Noor-Eesti (Jove Estònia), al qual van pertànyer Anton Hansen Tammsaare (Tode ja oigus, Veritat i justícia) i Gustav Suits (Lapse sünd, Naixement d'un nen), les dues majors figures de la literatura estoniana.
El poema Toomas ja Mai (Toomas i Mai) de Villem Grünthal-Ridala i tres llargs poemes d'August Annist també formen part d'aquest període, a més del poeta Friedebert Tuglas, que va evolucionar del realisme cap a un neoromanticisme fantàstic. Aquesta evolució del moviment renovador va provocar l'oposició de Vilde, que va indicar nous models a l'estranger. La poeta Marie Under es va adherir, amb Hääl varjust (Veus de les ombres), a l'expressionisme alemany. El prosista August Gailit va crear, seguint models russos, la prosa moderna. Kalju Lepik va practicar el surrealisme. Finalment, l'establiment del règim soviètic va fer vèncer el realisme socialista, els representants principals del qual són Karl Ristikivi i August Jakobson.

### Esports

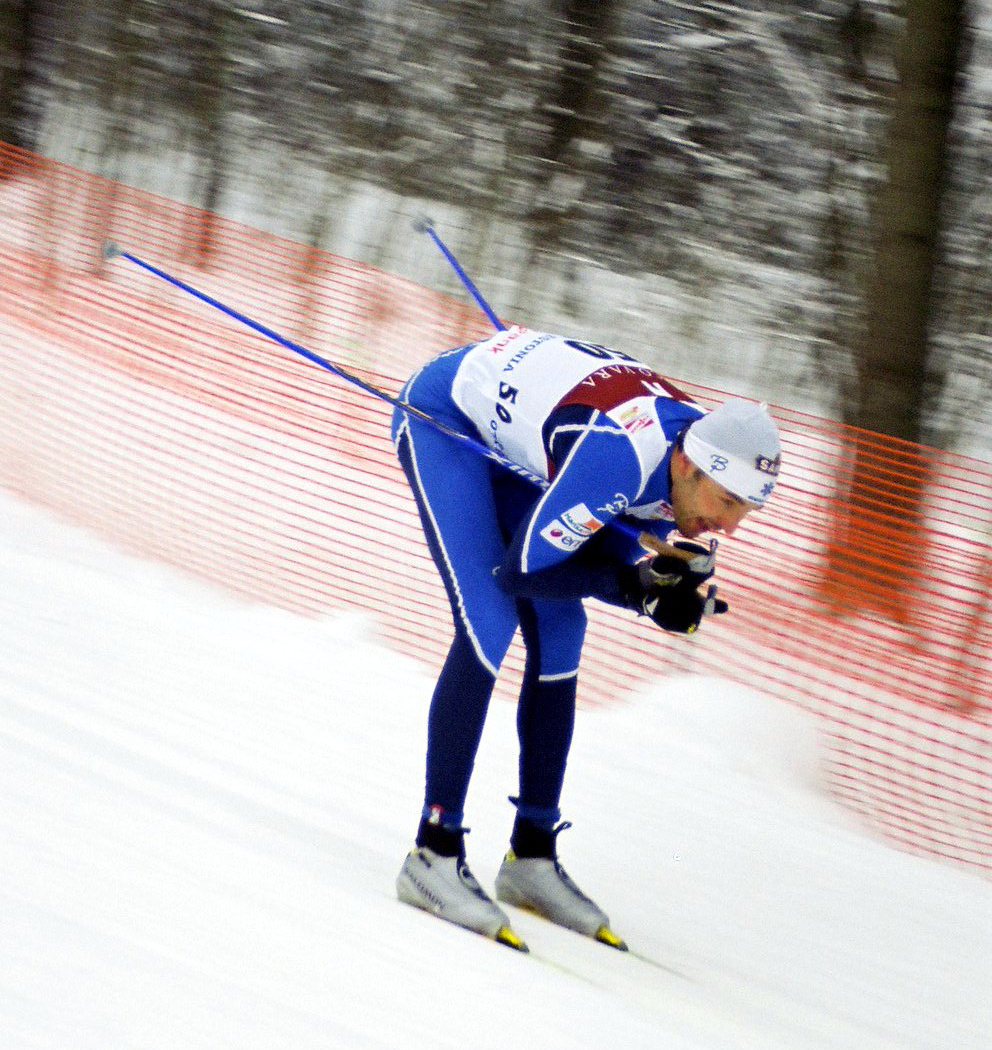
L'atleta Andrus Veerpalu, bicampió de salts en els Jocs Olímpics d'Hivern

Durant molts anys, Estònia va cedir els seus atletes a altres països. Primer a Rússia (1900 - 1912) i després a la Unió Soviètica (1948 - 1988), però quan va participar en els jocs Olímpics sota la seva bandera va portar vuit medalles d'or, 7 de plata i 14 de bronze. En els jocs d'hivern, Estònia va participar en menys edicions (7 jocs). Però va ser més eficient, portant més medalles d'or, 4 en el total, contra només 1 de plata i 1 de bronze.
L'atleta olímpic més important d'Estònia és l'esquiador Andrus Veerpalu. Té tres medalles, dues d'or i una de plata, de Salt Lake City 2002 i Torí 2006. En ciclisme, el més notable és Jaan Kirsipuu, que va guanyar diverses etapes del tour de França. Marko Asmer és el líder actual del campionat d'automobilisme britànic de Fórmula 3, i el favorit al títol, i és el primer pilot estonià a pilotar un fórmula 1, en proves per a Williams el 2003.
En futbol, Estònia no té un equip important internacionalment, i la seva selecció mai s'ha classificat per a una copa del Món de Futbol o Eurocopa. La seva millor campanya va ser en les eliminatòries de la Eurocopa 2000, quan va aconseguir 3 victòries, i va acabar-ne 3a, tenint la clau de la classificació de la República Txeca i Escòcia. El futbolista estonià més conegut és Valeri Karpin, que va decidir jugar amb la selecció russa.

### Cultura popular
El folklore popular a Estònia ve de molts segles abans de les primeres ocupacions en el segle xiii. Els primers grans influenciadors van ser els finesos, que per la seva proximitat amb el nord i amb la llengua, van promoure una aproximació cultural. El primer gran impacte estranger va ocórrer quan els catòlics van arribar a Estònia al segle xiii, i van intentar suprimir el paganisme en virtut del cristianisme. El que va ocórrer va ser la barreja d'aquestes cultures, que va fer al llarg dels anys sorgir la cultura del poble estonià.
Durant el segle xviii, amb la popularització de la llengua estoniana pel poble, i en el segle xix amb el fort sentiment nacionalista que sorgia, la cultura popular es va assentar com a predominant del poble. Moltes cançons antigues van ser ressuscitades i d'altres creades. Elements de la religió pagana ressorgiren d'entre el poble i s'enllaçaren als elements de la religió cristiana. Antigament eren fets sacrificis d'animals i persones per als Déus pagans, per a haver-hi bones collites d'aliments i una bona vida. Aquest element va quedar en el passat; a causa de la modernització no es va permetre entre les persones de la ciutat, però les bruixes, mags i dimonis van tenir una visió diferent de la cultura estoniana: ells eren aliats per a portar el bé, cosa diferent del que predica el cristianisme.

### Gastronomia
La cuina d'Estònia va ser influenciada al llarg dels segles pels seus tradicionals i més poderosos veïns. Dinamarca, Alemanya, Suècia, Polònia i Rússia van arribar a governar tot o part del seu territori, però la característica principal de la gastronomia local és el seu origen camperol.
La major part dels estonians era d'origen rural abans de l'últim segle i quan el menjar es feia escàs, necessitaven ser imaginatius conservant i aprofitant al màxim la poca carn de què disposaven. Més tard, quan la urbanització va ser més intensa, a causa de la industrialització del país, els tipus més comuns de carns i patates fregides es van convertir en el menjar fonamental, així com a la resta d'Europa.
És a dir, el que probablement es troba avui dia als menús dels bars locals, juntament amb una porció de sauerkraut.
Tot i això, les receptes estonianes més exclusives encara són preparades en moltes famílies i servides en diversos restaurants al voltant de Tallinn. Entre els plats tradicionals hi ha: Marineeritud angerjas, anguila marinada, servida fregida; Keel hernestega, un altre aperitiu servit fred l'ingredient principal del qual és llengua; Sült, carn de porc cuinada amb gelatina. La gelatina és feta bullint la carn de porc desossada, de vegades els peus o el cap. És feta sovint en grans quantitats i després emmagatzemada en gerros; Verivorst (botifarra), és un farciment (o embotit) sense carn, emplenat principalment amb sang coagulada i arròs, de memòria fosca característica. És un plat estonià molt típic d'hivern i de la Nit de Nadal. És servit acompanyat d'una gelatina vermella de fruits silvestres; Mulgikapsad, xucrut guisat amb carn de porc, servit amb patates cuinades; Silgusoust, espècie d'arengada petita de la mar Bàltica amb sagí i crema de llet; Karask, una coca semblant al pa de civada; Kali, una beguda fermentada lleugerament alcohòlica i dolça feta de pa de sègol.

### Museus
Estònia és un país on hi ha museus: des de museus nacionals fins a museus fes-ho tu mateix. Com que la noblesa alemanya fou el sector de la societat bàltica amb terres i poder administratiu durant el segle xix, els museus que sorgiren a Estònia eren germànics en la seua forma. El Museu d'Història Nacional d'Estònia està gestionat per la Universitat de Tartu.